# Lepturus
Lepturus là một chi thực vật có hoa trong họ Hòa thảo (Poaceae).

## Loài
Chi Lepturus gồm các loài: